# A doua epistolă a lui Ioan
A doua epistolă catolică a lui Ioan (A Doua Epistolă Sobornicească a Sfântului Apostol Ioan sau 2 Ioan) este o carte a Noului Testament atribuită lui Ioan Evanghelistul. 
Opinia critică majoritară este că a fost atribuită în mod fals apostolului Ioan.